# Општина Ларгу (Бузау)
Ларгу (рум. Largu) општина је у Румунији у округу Бузау.
Oпштина се налази на надморској висини од 49 m.